# Homme de Chancelade
L'Homme de Chancelade  est le nom donné à un squelette fossile d'Homo sapiens découvert en 1888 en France, à Chancelade, dans le département de la Dordogne. Il a donné lieu, peu après sa découverte, à une théorie anthropologique échafaudée par le médecin anatomiste Léo Testut, qui eut un certain succès chez les préhistoriens pendant une quarantaine d'années, avant d'être réfutée puis oubliée.

## Historique

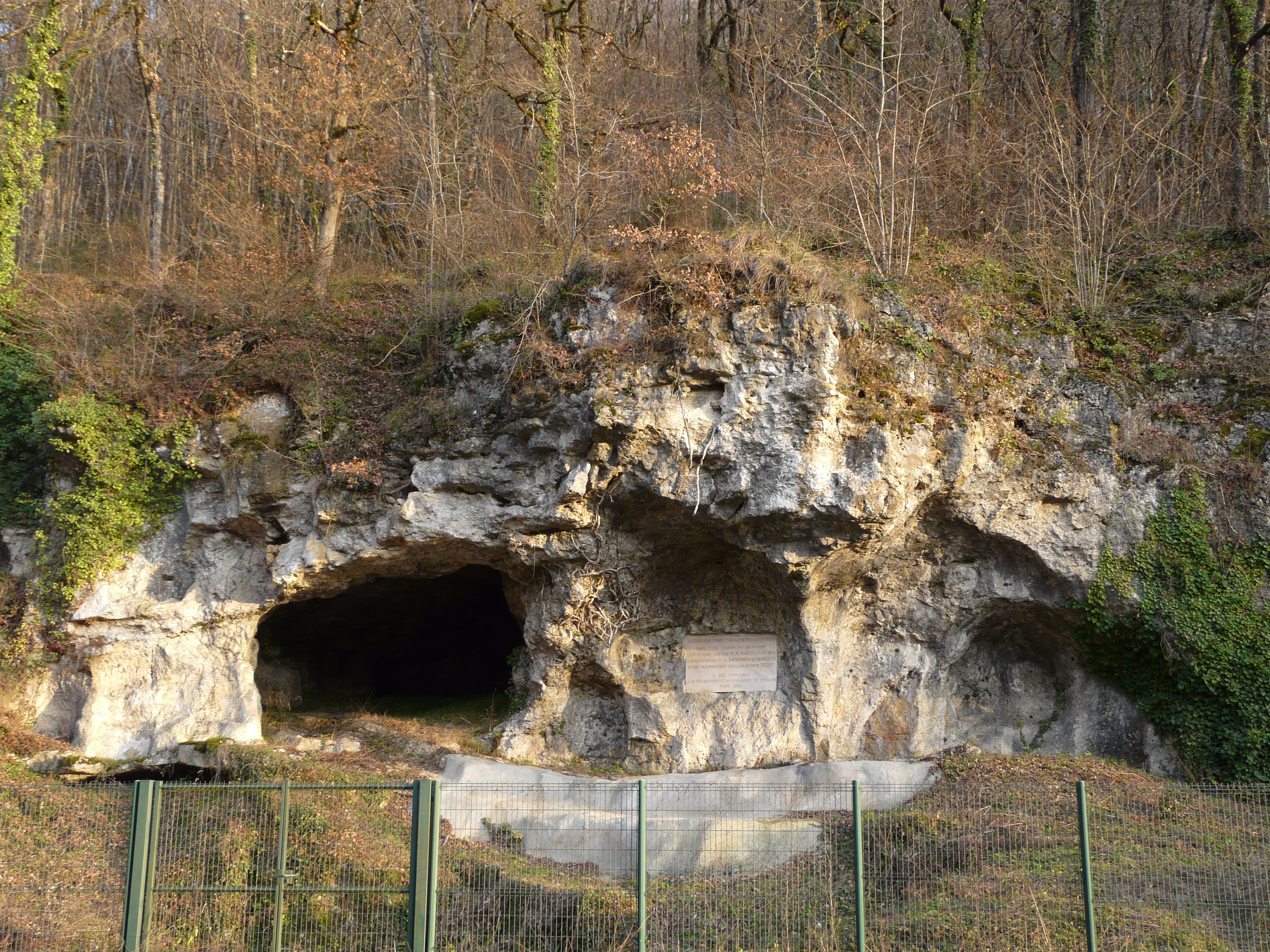
L'abri de Raymonden (ou Reymonden), où fut découvert le squelette de l'Homme de Chancelade

Le squelette fossile de l'Homme de Chancelade fut découvert par Michel Hardy, Maurice Féaux et l’ouvrier carrier Bretou, le 1er octobre 1888, dans l'abri de Raymonden (ou Reymonden), à Chancelade, près de Périgueux, lors de leur campagne de fouilles de 1888-1889. Ce gisement, connu depuis 1876, fut fouillé à partir de 1887 à cause des dégâts causés dans les couches archéologiques par les ouvriers à la recherche de ballast pour la construction de la ligne de chemin de fer Périgueux-Brantôme.
En 1889, le médecin anatomiste Léo Testut publia une étude décrivant l'individu, indiquant qu'il était de taille assez petite (155 cm) mais avait une capacité crânienne très élevée (1 670 cm3), qu'il avait un crâne fortement dolichocéphale (indice céphalique de 72) et très élevé (hypsicéphale), de forme ellipsoïdale-subrectangulaire, différant aussi bien de celui de Combe-Capelle que de celui de Cro-Magnon, avec un front large et élevé aux arcades sourcilières peu prononcées, une face très grande, haute et large, des orbites hautes, rapprochées et rectangulaires, un menton bien développé et des os robustes.
Léo Testut avançait que l'Homme de Chancelade représentait une race distincte de l'Homme de Cro-Magnon, qu'il devait être l'ancêtre des Esquimaux, échafaudant la théorie selon laquelle les peuples du nord de l’Europe et de l’Amérique seraient les descendants de cette « race de Chancelade », ayant suivi les animaux de faune froide remontant vers le nord lors du réchauffement du climat. Cette thèse, aujourd'hui réfutée et oubliée, fut soutenue dans des publications jusqu'en 1927,.

## Description
Mort à un âge compris entre 55 et 65 ans, le défunt est un Homo sapiens de sexe masculin, au squelette quasi complet, intentionnellement inhumé en position fœtale, et recouvert d'ocre rouge, comme le font aujourd'hui les Bochimans d'Afrique australe et quelques tribus australiennes.
L’Homme de Chancelade souffrait de graves handicaps, comme le prouvent les nombreuses lésions pathologiques du squelette. Les individus âgés ou affaiblis pouvaient donc survivre aux rudes conditions de vie de l’époque. Les groupes humains prenaient probablement soin des individus les plus faibles par un système d’entraide.

## Vestiges archéologiques
L'Homme de Chancelade n'était accompagné d'aucun mobilier funéraire, mais l'abri de Raymonden a livré par ailleurs de très nombreux vestiges, en particulier des œuvres gravées ou sculptées. Ces vestiges sont datés de la période magdalénienne, autour de 15 000 ans avant le présent,.

## Conservation
Le squelette original de l'Homme de Chancelade et les vestiges archéologiques de l'abri de Raymonden sont conservés à Périgueux, au Musée d'Art et d'Archéologie du Périgord.